# Sabulodes exhornata
Sabulodes exhornata är en fjärilsart som beskrevs av Charles Oberthür 1911. Sabulodes exhornata ingår i släktet Sabulodes och familjen mätare. Inga underarter finns listade.